# Barther Oie
Barther Oie est une île allemande inhabitée qui est située en Mecklembourg-Poméranie-Occidentale.
L’île a une surface de 850 par 800 mètres environ et ne s’élève, tout comme son île sœur Große Kirr, qu’à un mètre au-dessus du niveau de la mer.